# Ancistrocerus morator
Ancistrocerus morator är en stekelart som beskrevs av Gusenleitner 1987. Ancistrocerus morator ingår i släktet murargetingar, och familjen Eumenidae. Inga underarter finns listade i Catalogue of Life.